# Ordine al merito della corona bavarese
L'ordine al merito della corona bavarese (in tedesco Verdienstorden der Bayerischen Krone), detto anche ordine civile bavarese o ordine al merito civile della corona bavarese, fu un ordine cavalleresco creato nell'ambito del regno di Baviera.

## Storia
L'ordine al merito della corona bavarese venne creato con decreto del 19 marzo 1808 per volontà del re Massimiliano I di Baviera, con l'intento di ricompensare i civili di qualsiasi classe sociale che si fossero distinti per il proprio impegno civile in Baviera, fossero essi cittadini o stranieri. Essa si rifaceva ad una precedente onorificenza concessa dal Palatinato di Baviera e successivamente caduta in disuso, la "medaglia del Leone del Palatinato", che vantava i medesimi propositi di concessione. Essa era inoltre la controparte civile dell'Ordine militare di Massimiliano Giuseppe, che poteva essere concesso solo ai militari. I non nobili insigniti di questa onorificenza ricevevano il titolo di cavaliere.
In un primo momento l'onorificenza venne concessa in tre sole classi di benemerenza (gran croce, commendatore e cavaliere), ma Massimiliano II di Baviera vi aggiunse successivamente una quarta classe:
- cavaliere di gran croce
- gran commendatore
- commendatore
- cavaliere

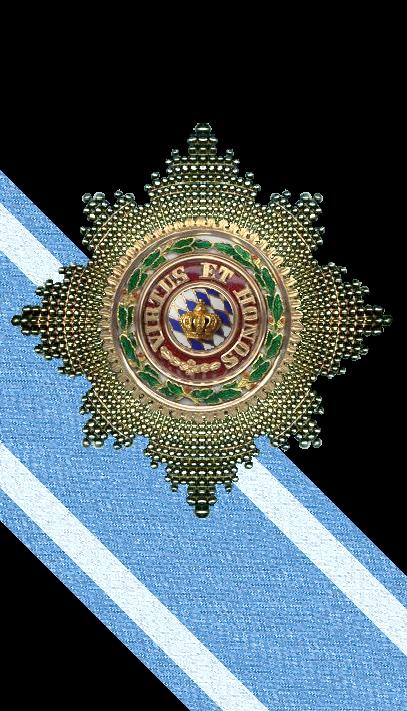
La stella dell'Ordine

Per ciascuno dei gradi vi era un determinato numero di membri accettabili. La gran croce ammetteva solo 12 insigniti, 24 erano i commendatori e 100 i cavalieri. Con la revisione dello statuto dell'8 ottobre 1817, i numeri furono portati a 24 per le gran croci, 40 per le commende e 160 per i cavalierati. Altri numeri vennero riservati dal 24 maggio 1855 ai gran commendatori.

## Insegne
L'insegna dell'ordine consisteva in una croce di Malta ad otto bracci smaltati di bianco, bordati d'oro e legati da una corona d'alloro retrostante. Al centro si trovava un medaglione losangato di bianco e blu (stemma della Baviera) e sormontato dalla corona regale in oro, il tutto circondato da un anello smaltato di rosso con impressa in oro la frase VIRTUS ET HONOS ("Virtù ed onore", secondo la dicitura antica). Sul retro del medaglione, invece, si trovava la figura di Massimiliano I, fondatore dell'ordine, circondato dalla scritta MAX[IMILIANUS] JOS[EPHUS] BOJOARIAE REX, sempre in dicitura antica.
Le classi più alte disponevano anche di una placca da apporsi sul petto, corredata da una fascia trasversale.
Il nastrino dell'ordine era azzurro con una striscia bianca su ciascun lato.

## Insigniti notabili
- Carl Philipp von Wrede (1767-1838), feldmaresciallo, principe dal 1814
- Franziskus von Bettinger (1850-1917), arcivescovo di Monaco e Frisinga
- Bernhard von Ernsdorfer (1767-1836), insegnante per sordomuti
- Michael von Faulhaber (1869-1952), arcivescovo di Monaco e Frisinga
- August Ganghofer (1827-1900),
- Karl Heinrich von Lang (1764-1835), storico e giornalista
- Ludwig August von Müller (1846-1895), ufficiale d'esercito e ministro bavarese, poi divenuto cavaliere ereditario
- Sigmund von Pfeufer (1824-1894), politico, poi divenuto barone
- Gregor von Scherr (1804-1877), arcivescovo di Monaco e Frisinga
- Ernst August von Seuffert (1829–1907), giurista
- Samuel Thomas von Soemmerring (1755-1830), anatomista, antropologo e inventore
- Anton von Steichele (1816-1889), arcivescovo di Monaco e Frisinga
- Antonius von Thoma (1829-1897), arcivescovo di Monaco e Frisinga